# هديل الحمام في تاريخ البلد الحرام
هديل الحمام في تاريخ البلد الحرام هو كتاب شعراء مكة، ألفه المؤرخ عاتق البلادي (1352-1431)، حوى الكتاب على تراجم شعراء مكة المكرمة على مر العصور مع مقتطفات من أشعارهم، وعد مكيا كل مكي بالولادة أو الوفاة أو الإقامة الدائمة وليس كل من قال شعراً في مكة، وصنف البلادي كتابه على طريقة المعاجم ابتداء بالألف وصولا إلى الياء.
قال عاتق البلادي في مقدمة كتابه:
| هديل الحمام في تاريخ البلد الحرام | هديل الحمام في تاريخ البلد الحرام كتاب قد خصصته لشعراء مكة، من عهد جرهم إلى يومنا الحاضر، باذلا جهدي في الاستقاء ولا أدعي الكمال فهو لله وحده، وقد رتبته على حروف المعجم، وأرفقت كل ترجمة بعينة من شعر المترجم له، ولم ألزم نفسي بإيراد كل شعره، فهذا فوق الطاقة، وقد جهدت نفسي أن يكون شعر شعراء مكة متوائما نسبيا مع ما لمكة من مكانة، فتجنبت شطحات الشعراء وغواياتهم فلم أورد فيه: الخمريات أو الولدانيات أو الهجاء المقذع أو المديح الغالي، إلا ألا يكون للشاعر غيره، فآخذ منه على وجل وتخفف، فهذه مكة ولا كل بلد كمكة، وختاما أرجو أن أكون قد وفقت في إخراج مرجع شامل لفئة كبيرة من أهل الفكر طالما أضنانا البحث عن بعضهم في بطون المطولات | هديل الحمام في تاريخ البلد الحرام |